# Chiesa di San Felice (Landos)
La chiesa di San Felice è una chiesa cattolica sita a Landos, in Francia, che si trova nel dipartimento dell'Alta Loira. 
Essa è classificata come monumento storico di Francia dal 1913.

## Architettura
Degni di nota capitelli istoriati a sinistra del portico d'ingresso che rappresentano il Giardino dell'Eden con Adamo ed Eva mentre si coprono le loro nudità. Sul lato sinistro, si riconosce Eva che tiene la mela e ascolta il serpente che è nell'Albero della conoscenza del bene e del male e che le parla in un orecchio. Un rospo, che come il serpente simbolizza il Male, si trova ai piedi dell'albero. A destra, Adamo sta dal lato del volto di Dio. Proprio al di sotto del viso, si può distinguere ciò che potrebbe essere una testa di cane, simbolo di fedeltà. A destra del volto, un frutto pendente da un ramo, che pare rappresentare l'albero della vita.

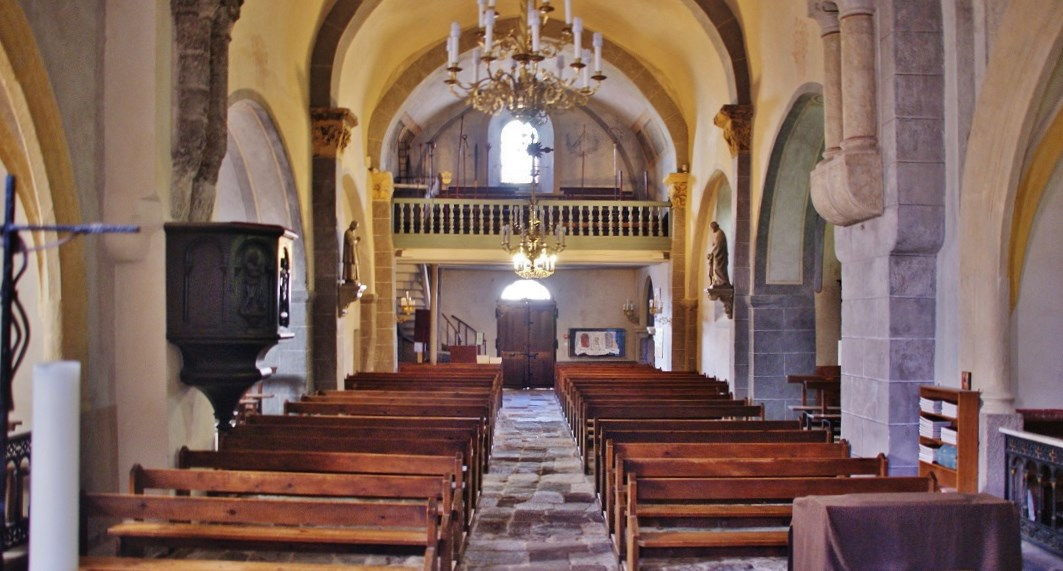
L'interno della chiesa
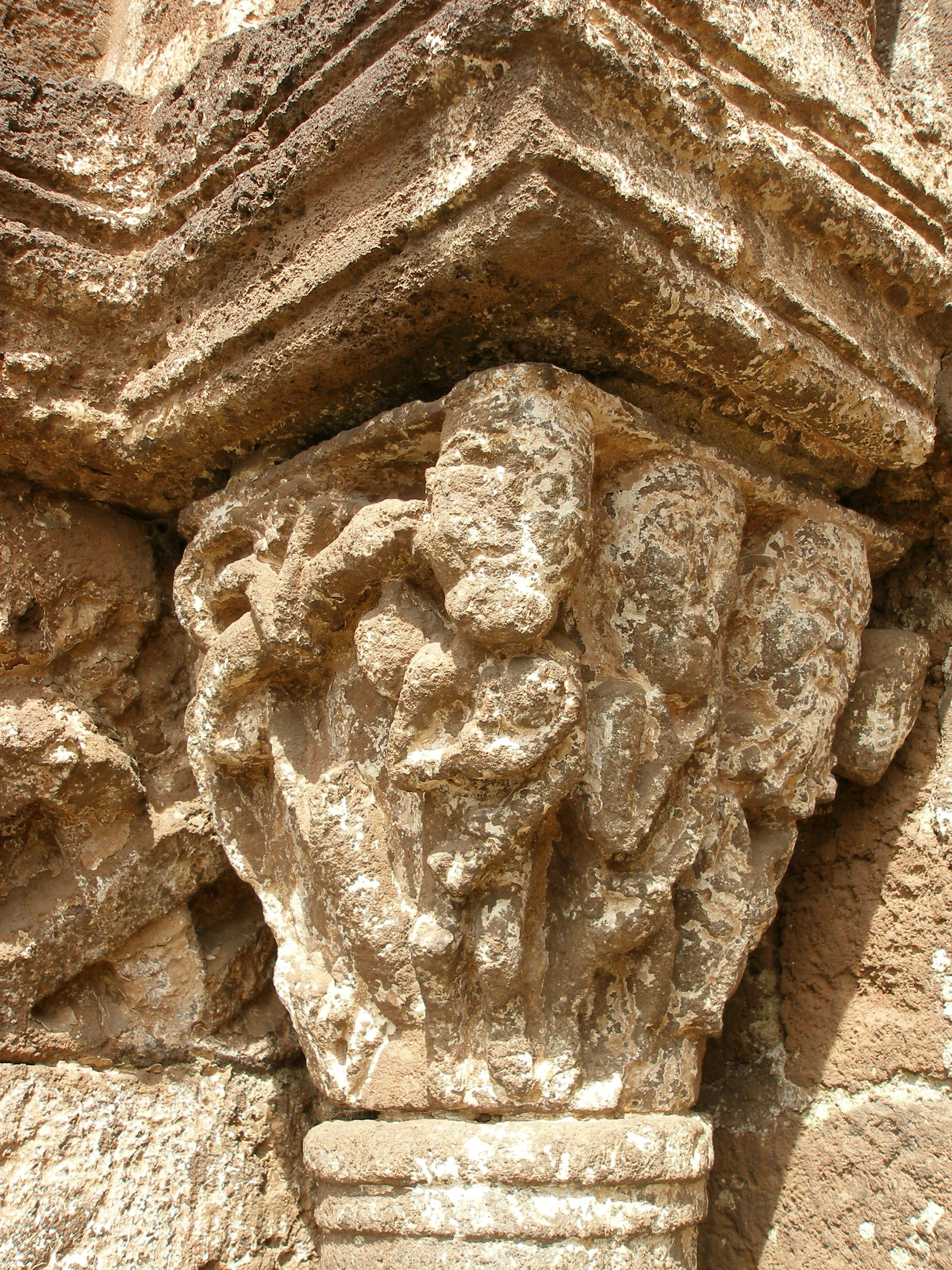
Capitello
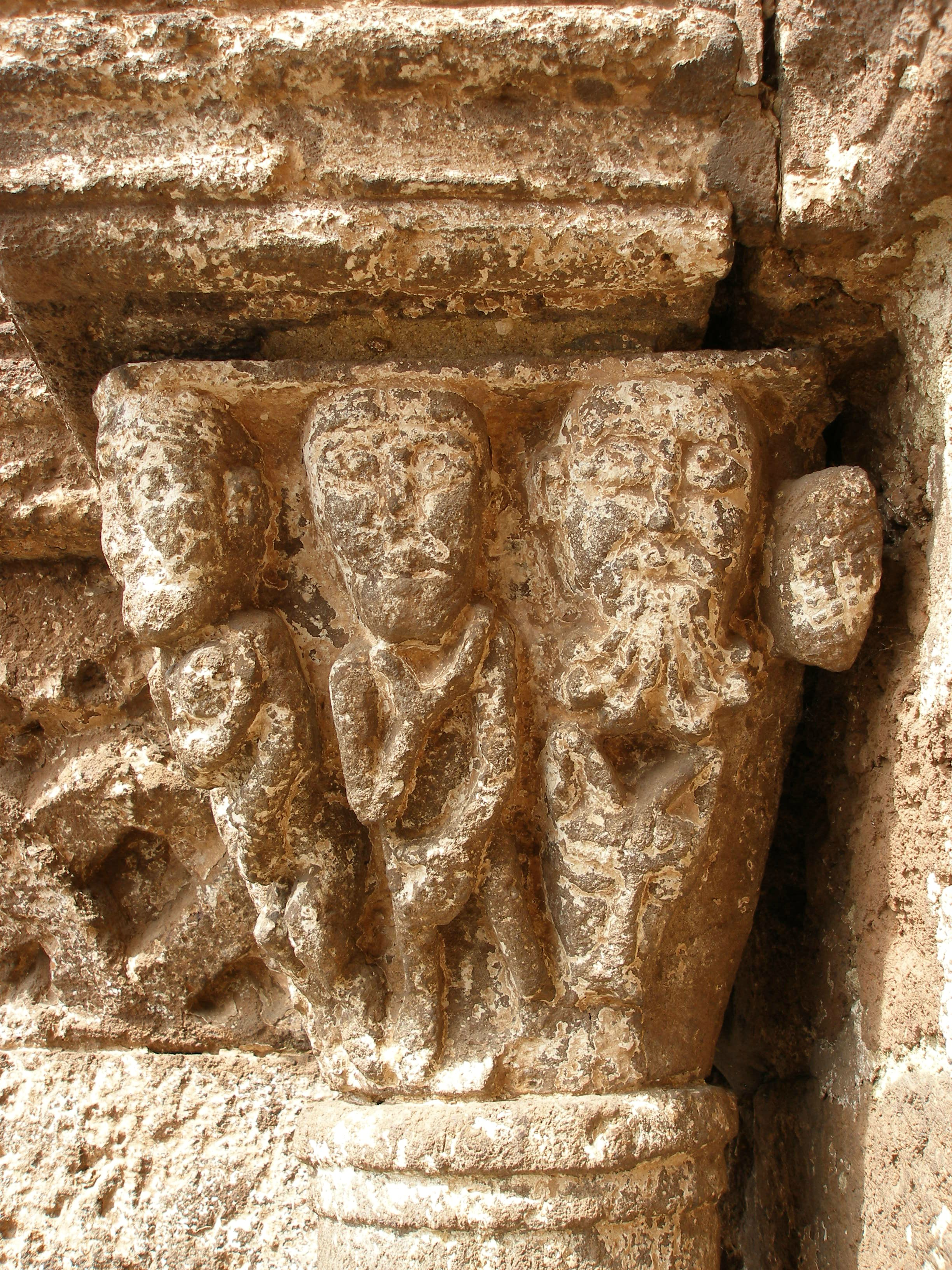
Capitello